# Montreux (Meurthe-et-Moselle)
Pour les articles homonymes, voir Montreux (homonymie).
Montreux est une commune française située dans le département de Meurthe-et-Moselle, en région Grand Est.

## Géographie
|             | Nonhigny                  | Parux    |
| Halloville  | Montreux                  |          |
| Ancerviller | Neuviller-lès-Badonviller | Bréménil |

### Hydrographie
La commune est dans le bassin versant du Rhin, au sein du bassin Rhin-Meuse. Elle est drainée par le ruisseau de Montreux et le ruisseau des Pres Prevost,.

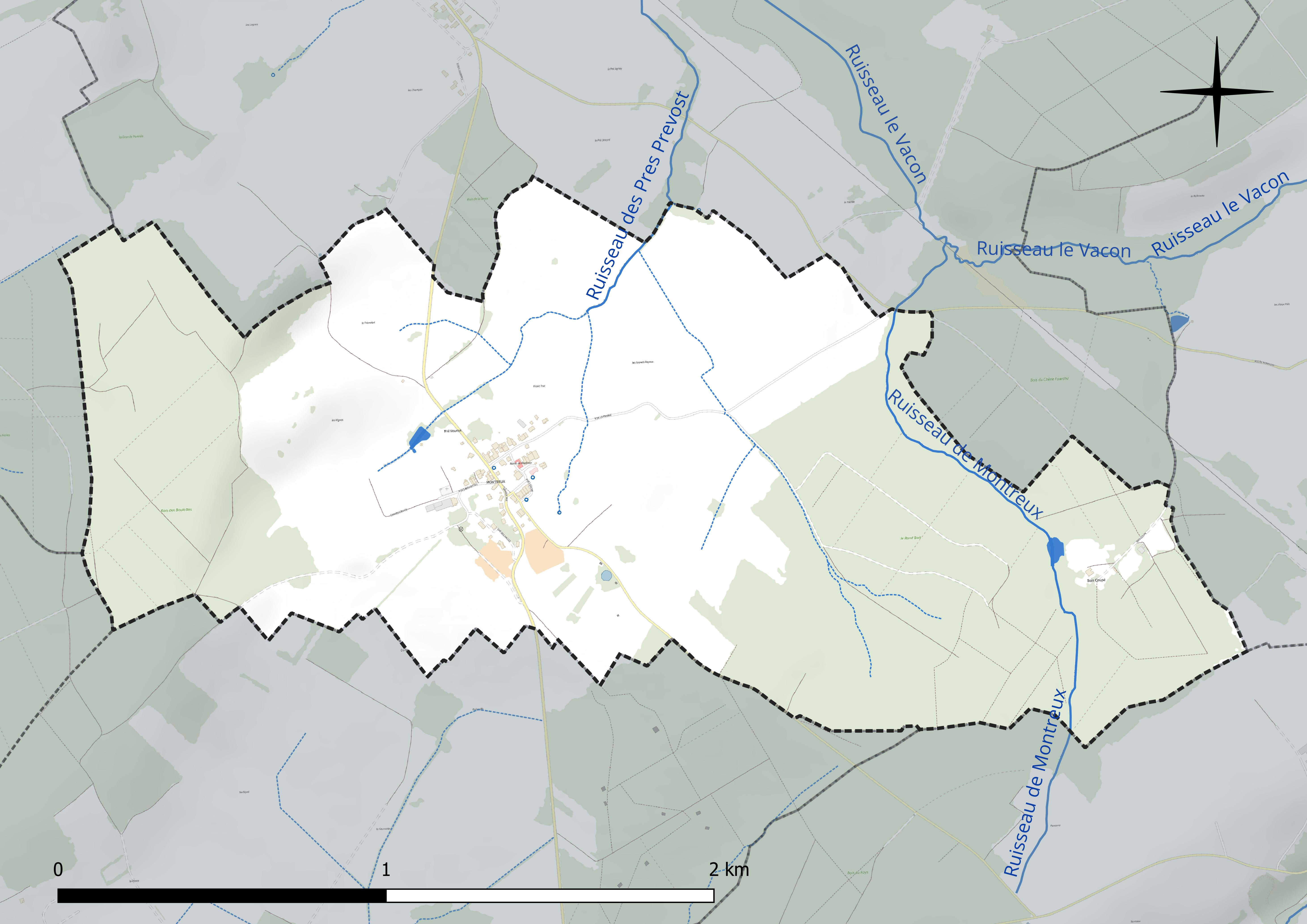
Réseau hydrographique de Montreux.

### Climat
Pour des articles plus généraux, voir Climat du Grand Est et Climat de Meurthe-et-Moselle.
En 2010, le climat de la commune est de type climat des marges montargnardes, selon une étude du Centre national de la recherche scientifique s'appuyant sur une série de données couvrant la période 1971-2000. En 2020, Météo-France publie une typologie des climats de la France métropolitaine dans laquelle la commune est exposée à un climat semi-continental et est dans la région climatique  Vosges, caractérisée par une pluviométrie très élevée (1 500 à 2 000 mm/an) en toutes saisons et un hiver rude (moins de 1 °C). 
Pour la période 1971-2000, la température annuelle moyenne est de 9,5 °C, avec une amplitude thermique annuelle de 16,8 °C. Le cumul annuel moyen de précipitations est de 933 mm, avec 12,8 jours de précipitations en janvier et 10 jours en juillet. Pour la période 1991-2020, la température moyenne annuelle observée sur la station météorologique de Météo-France la plus proche, « Badonviller », sur la commune de Badonviller à 4 km à vol d'oiseau, est de 10,2 °C et le cumul annuel moyen de précipitations est de 1 066,3 mm. 
La température maximale relevée sur cette station est de 39,1 °C, atteinte le 4 août 2022 ; la température minimale est de −22 °C, atteinte le 14 janvier 1960,,. 
Les paramètres climatiques de la commune ont été estimés pour le milieu du siècle (2041-2070) selon différents scénarios d'émission de gaz à effet de serre à partir des nouvelles projections climatiques de référence DRIAS-2020. Ils sont consultables sur un site dédié publié par Météo-France en novembre 2022.

## Urbanisme

### Typologie
Au 1er janvier 2024, Montreux est catégorisée commune rurale à habitat dispersé, selon la nouvelle grille communale de densité à sept niveaux définie par l'Insee en 2022.
Elle est située hors unité urbaine et hors attraction des villes,.

### Occupation des sols
L'occupation des sols de la commune, telle qu'elle ressort de la base de données européenne d’occupation biophysique des sols Corine Land Cover (CLC), est marquée par l'importance des territoires agricoles (51,4 % en 2018), en augmentation par rapport à 1990 (50,1 %). La répartition détaillée en 2018 est la suivante : 
forêts (48,6 %), prairies (38,1 %), terres arables (13,3 %). L'évolution de l’occupation des sols de la commune et de ses infrastructures peut être observée sur les différentes représentations cartographiques du territoire : la carte de Cassini (XVIIIe siècle), la carte d'état-major (1820-1866) et les cartes ou photos aériennes de l'IGN pour la période actuelle (1950 à aujourd'hui).

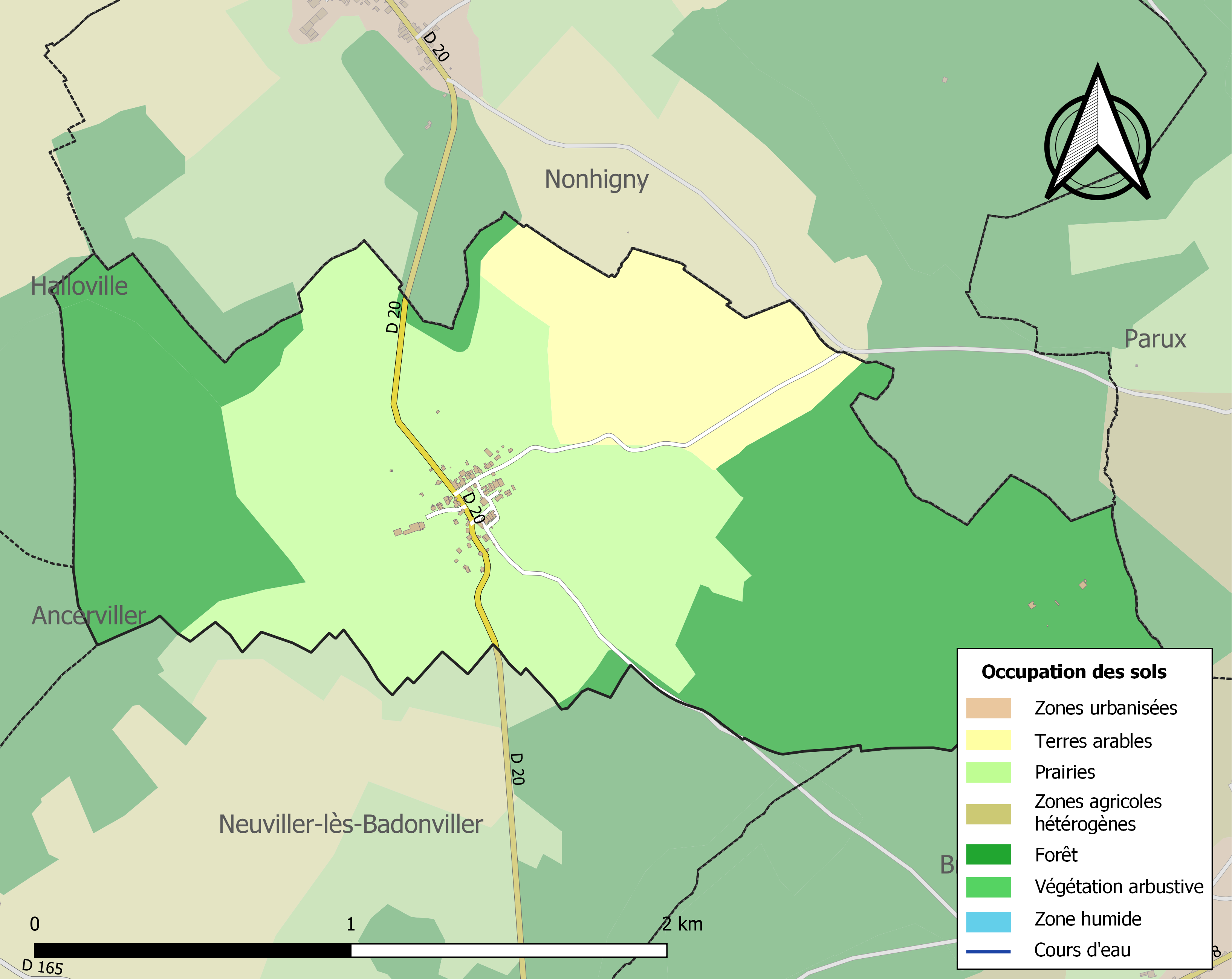
Carte des infrastructures et de l'occupation des sols de la commune en 2018 (CLC).

## Toponymie
Le nom de la localité est attesté sous les formes Ecclesia de Munsteriolo (880) ; Mosteriolum (886) ; Mousteruelx, Mosteruel (1413) ; Montereul (1420) ; Mosterieul (1452).

Du latin du IVe siècle monasteriolum « petit monastère » ; attribution des finales -els, -eux.

## Histoire
- Village endommagé au cours de la guerre 1914-1918.
- Le saint patron du village est Notre Dame de l'Assomption.

## Politique et administration
| Période                                  | Période  | Identité              | Étiquette | Qualité                                                                  |
| ---------------------------------------- | -------- | --------------------- | --------- | ------------------------------------------------------------------------ |
| Les données manquantes sont à compléter. |          |                       |           |                                                                          |
| mars 2001                                | mai 2020 | Paul Martin           |           | Retraité                                                                 |
| mai 2020                                 | En cours | Marie-Hélène Humbert, |           | Personne sans activité professionnelle de 60 ans et plus (non retraitée) |

## Population et société

### Démographie
L'évolution du nombre d'habitants est connue à travers les recensements de la population effectués dans la commune depuis 1793. Pour les communes de moins de 10 000 habitants, une enquête de recensement portant sur toute la population est réalisée tous les cinq ans, les populations de référence des années intermédiaires étant quant à elles estimées par interpolation ou extrapolation. Pour la commune, le premier recensement exhaustif entrant dans le cadre du nouveau dispositif a été réalisé en 2004.

En 2022, la commune comptait 52 habitants, en évolution de −20 % par rapport à 2016 (Meurthe-et-Moselle : −0,13 %, France hors Mayotte : +2,11 %).
| 1793 | 1800 | 1806 | 1821 | 1831 | 1836 | 1841 | 1846 | 1851 |
| ---- | ---- | ---- | ---- | ---- | ---- | ---- | ---- | ---- |
| 212  | 215  | 218  | 224  | 280  | 234  | 238  | 218  | 232  |

| 1856 | 1861 | 1872 | 1876 | 1881 | 1886 | 1891 | 1896 | 1901 |
| ---- | ---- | ---- | ---- | ---- | ---- | ---- | ---- | ---- |
| 193  | 218  | 188  | 171  | 155  | 151  | 149  | 146  | 130  |

| 1906 | 1911 | 1921 | 1926 | 1931 | 1936 | 1946 | 1954 | 1962 |
| ---- | ---- | ---- | ---- | ---- | ---- | ---- | ---- | ---- |
| 125  | 122  | 84   | 106  | 107  | 92   | 97   | 97   | 94   |

| 1968 | 1975 | 1982 | 1990 | 1999 | 2004 | 2006 | 2009 | 2014 |
| ---- | ---- | ---- | ---- | ---- | ---- | ---- | ---- | ---- |
| 93   | 83   | 85   | 59   | 61   | 56   | 54   | 60   | 63   |

| 2019 | 2022 | - | - | - | - | - | - | - |
| ---- | ---- | - | - | - | - | - | - | - |
| 55   | 52   | - | - | - | - | - | - | - |

## Culture locale et patrimoine

### Lieux et monuments
- Église de l'Assomption reconstruite après 1918.
- Fontaine avec la statue de sainte Barbe.
- Lavoir.
- Croix de chemin.

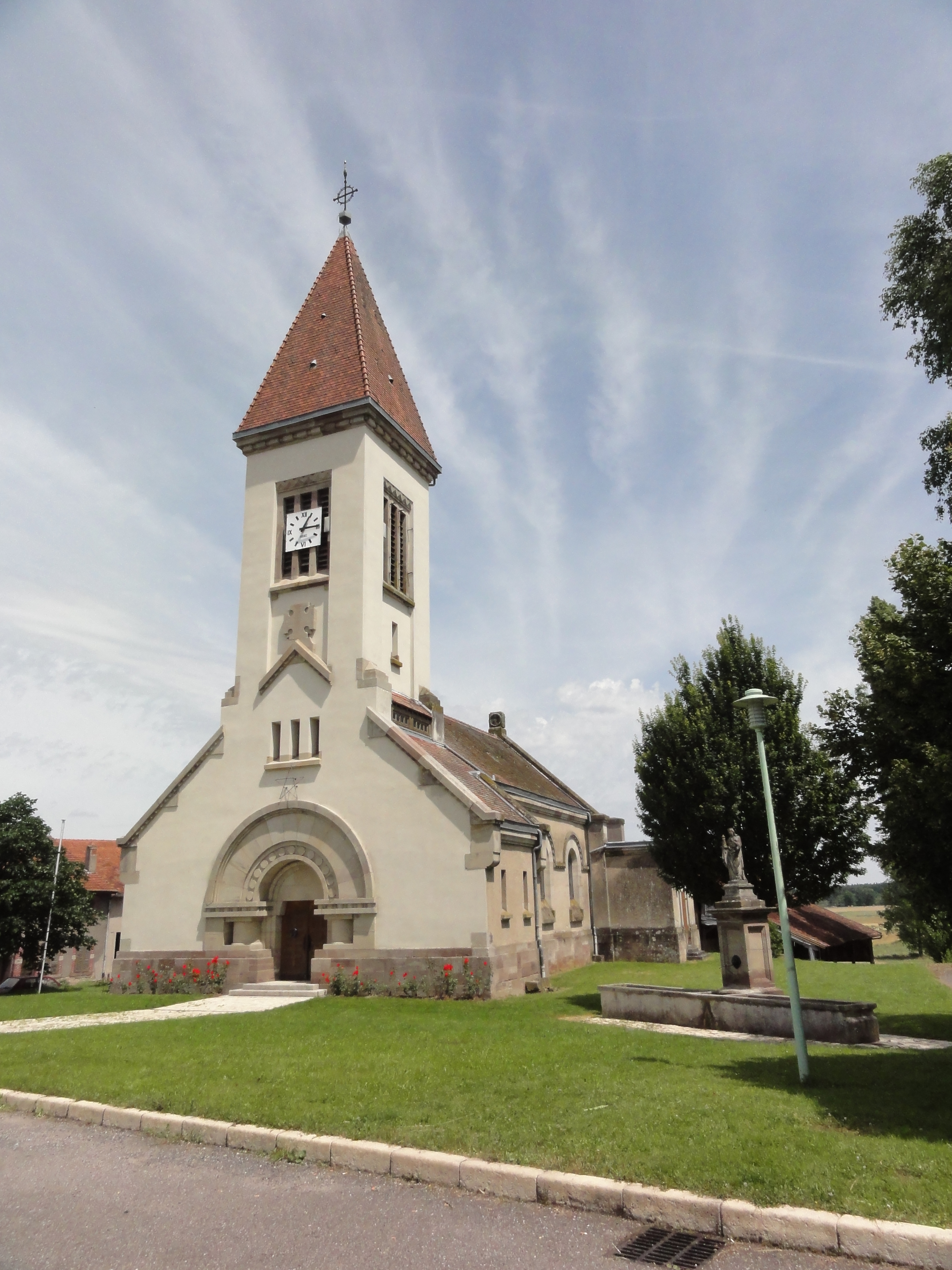
Église de l'Assomption.
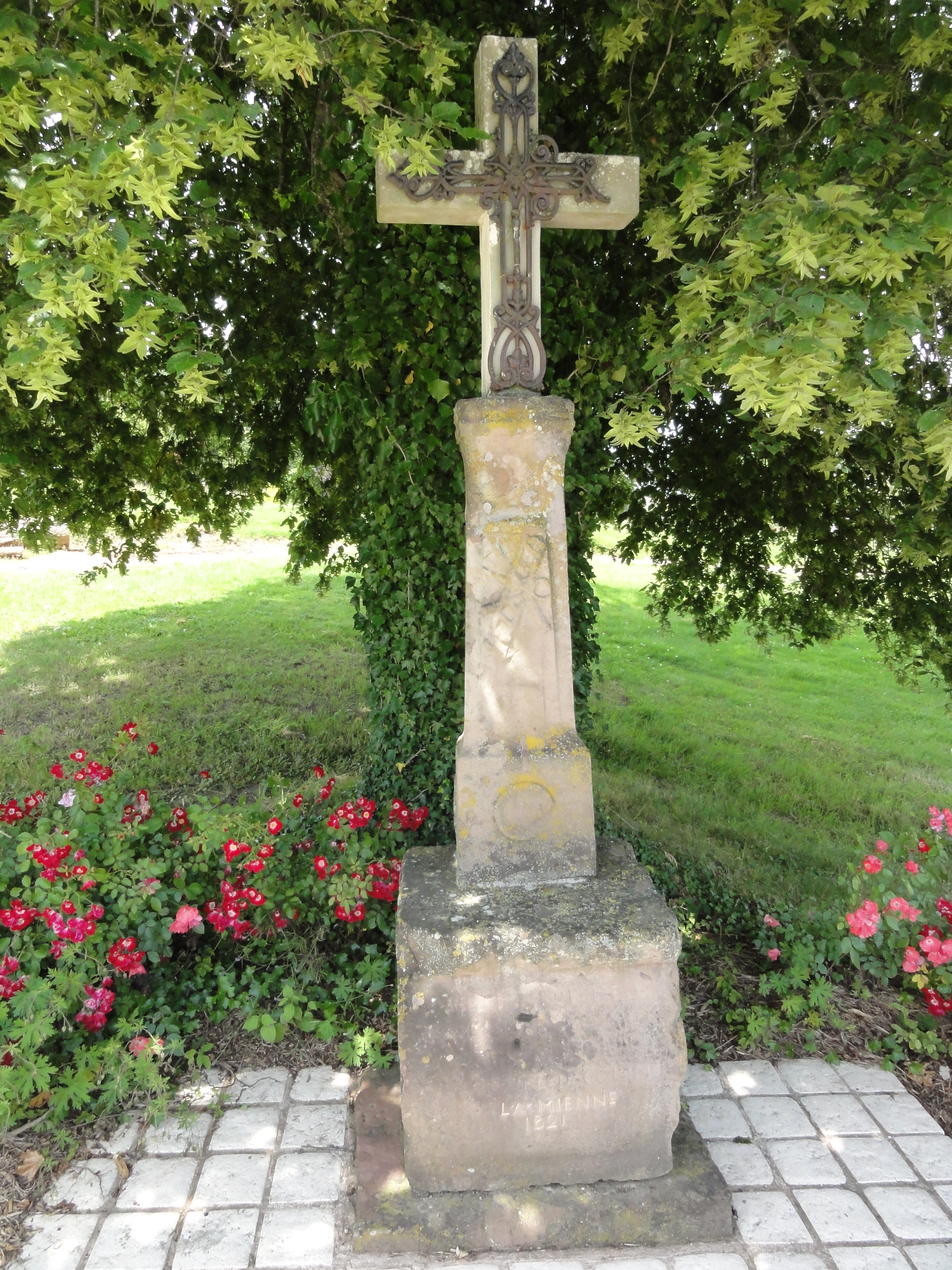
Croix de chemin.
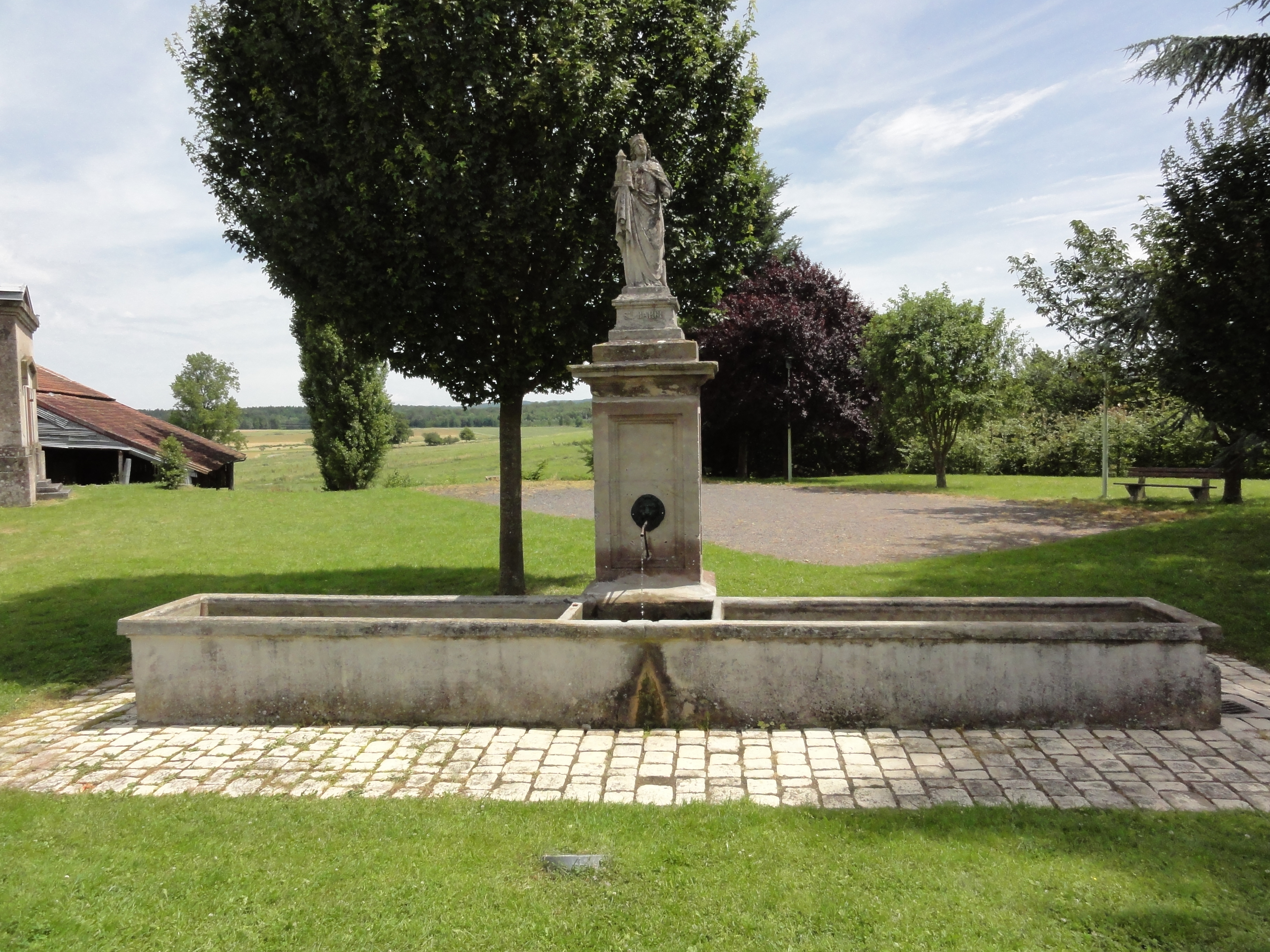
Fontaine Sainte-Barbe.

.

### Personnalités liées à la commune
Fabien Montfort, artiste-peintre lorrain. Promu académicien des arts en 2009 (académie Greci-marino en Italie)  Peintre contemporain du XXe siècle. Membre titulaire du Whos'Who art international (Suisse). Est nommé délégué régional des Arts et Lettres de France en 2012 pour la section artistique d'Alsace-Lorraine.

### Héraldique, logotype et devise
| Blason de Montreux | Blason  | Blasonnement : d'or à l'église de sable mouvante de la pointe, chapé de gueules, chargé à dextre de deux saumons adossés d'argent surmontés d'une tour de même, maçonnée de sable et à senestre de trois jumelles d'argent à la bordure du même.                                                    |
| Blason de Montreux | Détails | L’église de la commune est accompagnée des saumons des comtes de Blâmont et des jumelles de la famille Barbas, ces deux familles étant seigneurs du lieu. La tour est celle qui surmonte la fontaine du village. Création : Daniel Da Ponte (UGCL) Le statut officiel du blason reste à déterminer. |